# 相当算
相当算（そうとうさん）とは、算数において、基にする量を、比べる量とその割合から求めたり、そこから他の割合に対する比べる量を求めることであり、いわゆる比例計算である。1次方程式を利用する比例計算によって解くことが出来る。方程式を習わない算数でも、文字を使った式（中学受験生以外は新学習指導要領の前倒し実施より復活）や未知数を四角とする計算ができる。
割合に対する比べる量は、丸数字や四角数字で表すことが多い。

## 考え方
相当算は、割合とそれに「相当」する量から、基にする量や、他の割合に相当する量を比例計算して求める。たとえば、100gで250円の肉と150gで300円の肉はどちらが高いかは、1gあたりの値段で判断するのと同じ方法である。

## 例題
1. お姉さんと弟はお小遣いを5:3の額の比で持っていました。お姉さんは700円の本を買ったところ、その比は6:5になりました。2人が最初に持っていたお金はそれぞれいくらですか。
2. 循環小数0.321…を分数に直しなさい。

## 解答例

### 例題1
弟はお金を使っていないので、弟の割合「3」と「5」を最小公倍数15で揃えると、最初のお金の比は25:15、後の比は18:15となる。すると、姉が使った700円は、姉の減った割合「7」に相当することが分かる。
よって、「7」=700となり、両辺を7で割ると、「1」=100円となる。これを最初の比「25」と「15」に掛け算すると、姉は2500円、弟は1500円となる。

### 例題2
0.321…‥=「1」とする。この両辺を1000倍しても小数部分は変わらず321.321…=「1000」となる。
これらの差をとると、小数部分が消えて、321.321…-0.321…=「1000」-「1」、つまり321=「999」となる。
この両辺を999で割ると、「1」=321/999、約分して107/333となる。

## 方程式との関係
例題1は連立方程式を使って解くことができる。
姉:弟＝5:3、姉-700:弟＝6:5。(姉:弟)＝(2500:1500)となる。